# 장 지로두
이폴리트 장 지로두(Hippolyte Jean Giraudoux, 1882년 10월 29일 ~ 1944년 1월 31일)는 프랑스의 극작가·소설가이다.
리모지 지방의 한촌(寒村)에서 태어나 우수한 성적으로 고등사범학교를 졸업하였다. 독일과 미국에서 교사·언론인의 경력을 가진 뒤 단편집 《시골 여자들》(1909)로 등장했다.
우연한 기회로 1910년에 외교관 생활로 들어가 1940년까지 계속하였다. 이때부터 이미 소설을 쓰기 시작했으나, 1922년에 발표된 소설 <지크프리트와 리므잔의 사람들>이 루이 주베의 눈에 띄어 각색을 의뢰받고, 1928년 초연(初演)에 성공한 이래 극작가로서 인정을 받게 되었다.
처녀희곡 <지크프리트>를 비롯하여 <앙피트리옹 38> <트로이 전쟁은 일어나지 않는다> <엘렉트르>처럼 그리스적인 소재에 있어서나 <간주곡(間奏曲)> <테사> <파리 즉흥(卽興)> <샤요의 광녀(狂女)>와 같은 현대극에 있어서나, <옹딘> <쿠크선장 항해이문(航海異聞)>이나 <베라크의 아폴로>와 같은 옛 이야기 세계에 있어서, 항상 산문에 의한 격조높은 시극(詩劇)을 지향하고 문체야말로 문화(文化)라고 주장했다. 또한 외무성 정보국에 근무한 일이 있는 지로두는 정치평론 뿐만 아니라, 연극에 있어서도 항상 유럽의 운명을 좌우하는 독·불 문제를 취급하였고, 두 문화의 특질을 분명히 하여 그 협조를 주장했다. 더욱이 그것은 판타지와 경묘한 익살과 미소 속에서 대화가 이루어지며, 거기에서 장 라신과 피에르 드 마리보를 이어받는 문학적으로 향기높은 프랑스적 지성에 의한 희곡이 탄생하였다. 지로두가 '프랑스의 장'이라는 별명을 받고 있는 것도 그 때문이다.
기발한 발상과 자유자재한 상상력과 풍부한 에스프리가 담긴 문체로 결국 제1차 세계 대전 후에 시적 연극의 신풍을 극단에 불어넣어 그의 공은 폴 클로델과 더불어 높이 평가되고 있다.